# Saussay-la-Campagne
Pour les articles homonymes, voir Saussay.
Saussay-la-Campagne est une commune française située dans le département de l'Eure, en région Normandie.

## Géographie

### Localisation
Cette commune se situe entre Écouis et Étrépagny.
Elle se trouve dans l'aire d'attraction de Paris, dans la zone d'emploi de Vernon-Gisors et dans le bassin de vie d'Étrépagny.

### Communes limitrophes
Les communes limitrophes sont Frenelles-en-Vexin, Coudray, Le Thil, Mesnil-Verclives, Farceaux, Nojeon-en-Vexin et Puchay.
|                  | Coudray                                                | Puchay                  |
| Mesnil-Verclives | Saussay-la-Campagne                                    | Nojeon-en-Vexin Le Thil |
|                  | Frenelles-en-Vexin (comm. dél. de Boisemont), Farceaux |                         |

### Géologie et relief
La superficie de la commune est de 5 km2 ; son altitude varie de 108  à   134 mètres.

### Hydrographie

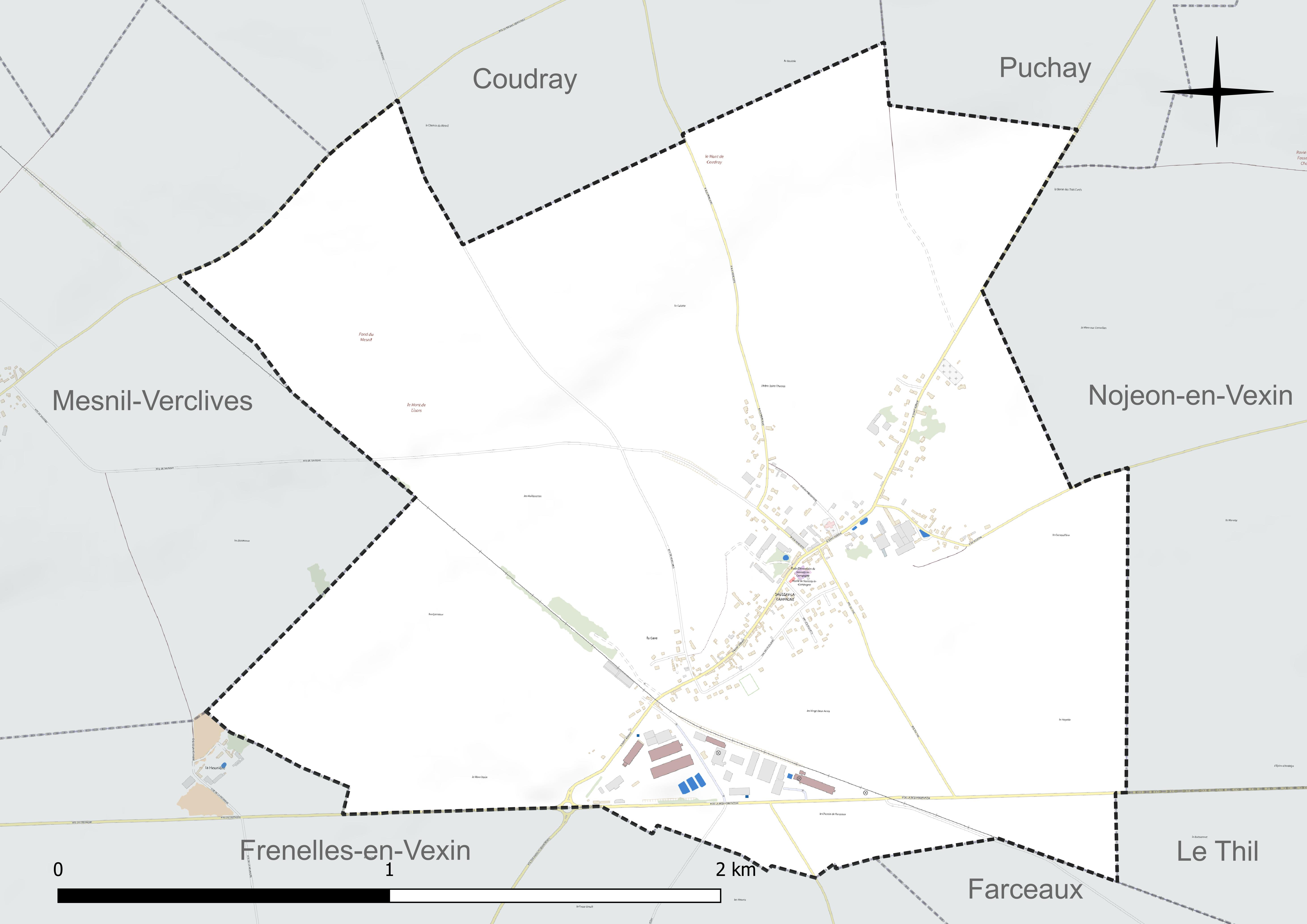
Réseau hydrographique de Saussay-la-Campagne.

La commune est située dans le bassin Seine-Normandie. Elle n'est drainée par aucun cours d'eau,.

### Climat
Pour des articles plus généraux, voir Climat de la Normandie et Climat de l'Eure.
En 2010, le climat de la commune est de type climat océanique dégradé des plaines du Centre et du Nord, selon une étude du CNRS s'appuyant sur une série de données couvrant la période 1971-2000. En 2020, Météo-France publie une typologie des climats de la France métropolitaine dans laquelle la commune est exposée à un climat océanique et est dans la région climatique Côtes de la Manche orientale, caractérisée par un faible ensoleillement (1 550 h/an) ; forte humidité de l’air (plus de 20 h/jour avec humidité relative > 80 % en hiver), vents forts fréquents. Parallèlement le GIEC normand, un groupe régional d’experts sur le climat, différencie quant à lui, dans une étude de 2020, trois grands types de climats pour la région Normandie, nuancés à une échelle plus fine par les facteurs géographiques locaux. La commune est, selon ce zonage, exposée à un « climat des plateaux abrités », correspondant aux plaines agricoles de l’Eure, avec une pluviométrie beaucoup plus faible que dans la plaine de Caen en raison du double effet d’abri provoqué par les collines du Bocage normand et par celles qui s’étendent sur un axe du Pays d'Auge au Perche.
Pour la période 1971-2000, la température annuelle moyenne est de 10,6 °C, avec  une amplitude thermique annuelle de 14,4 °C. Le cumul annuel moyen de précipitations est de 781 mm, avec 12,1 jours de précipitations en janvier et 8,6 jours en juillet. Pour la période 1991-2020, la température moyenne annuelle observée sur la station météorologique la plus proche, située sur la commune d'Étrépagny à 7 km à vol d'oiseau, est de 11,3 °C et le cumul annuel moyen de précipitations est de 774,0 mm,. Pour l'avenir, les paramètres climatiques de la commune estimés pour 2050 selon différents scénarios d’émission de gaz à effet de serre sont consultables sur un site dédié publié par Météo-France en novembre 2022.

## Urbanisme

### Typologie
Au 1er janvier 2024, Saussay-la-Campagne est catégorisée commune rurale à habitat dispersé, selon la nouvelle grille communale de densité à 7 niveaux définie par l'Insee en 2022.
Elle est située hors unité urbaine. Par ailleurs la commune fait partie de l'aire d'attraction de Paris, dont elle est une commune de la couronne,.

### Occupation des sols

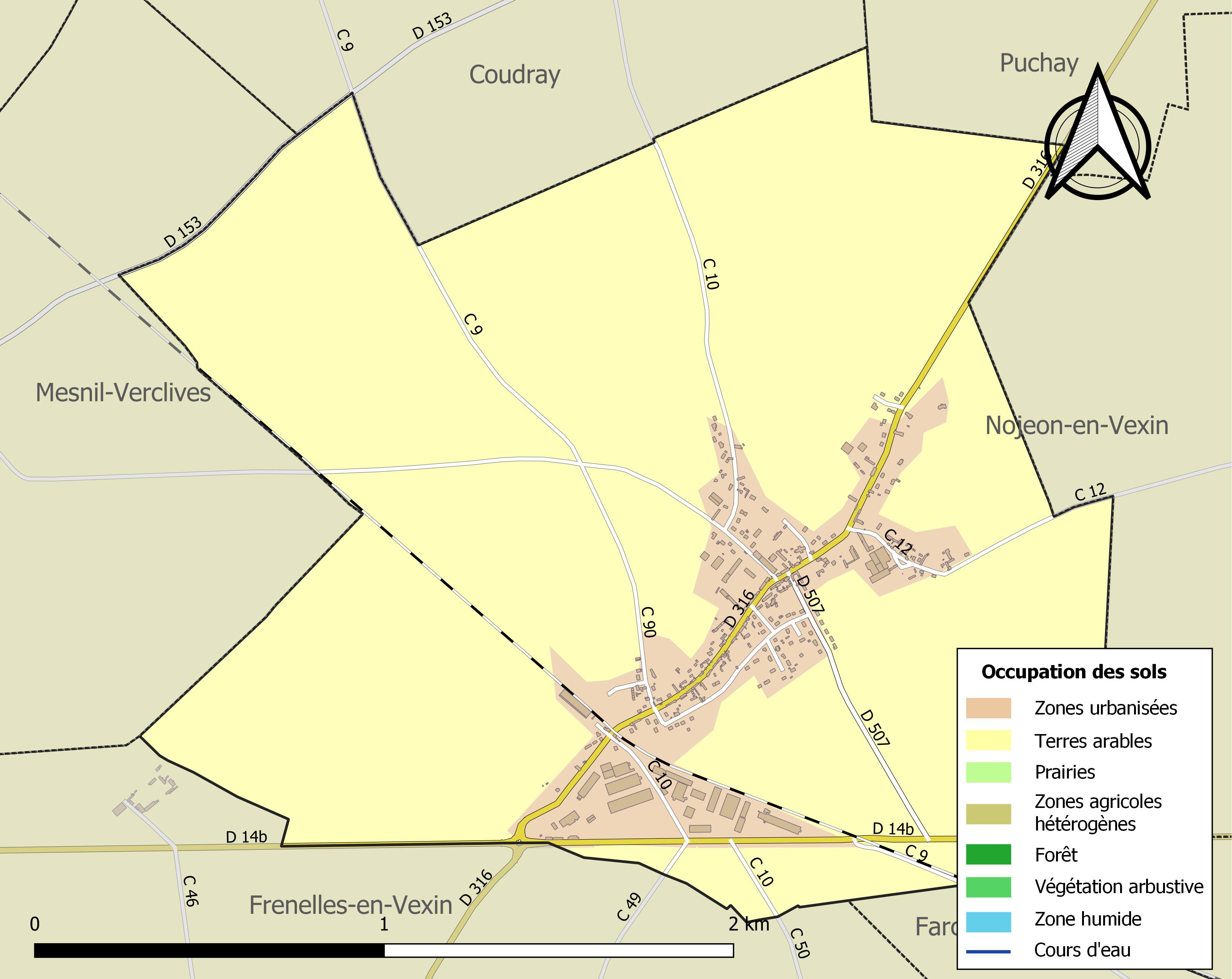
Carte des infrastructures et de l'occupation des sols de la commune en 2018 (CLC).

L'occupation des sols de la commune, telle qu'elle ressort de la base de données européenne d’occupation biophysique des sols Corine Land Cover (CLC), est marquée par l'importance des territoires agricoles (88 % en 2018), en diminution par rapport à 1990 (89,1 %). La répartition détaillée en 2018 est la suivante : 
terres arables (88 %), zones urbanisées (12 %). L'évolution de l’occupation des sols de la commune et de ses infrastructures peut être observée sur les différentes représentations cartographiques du territoire : la carte de Cassini (XVIIIe siècle), la carte d'état-major (1820-1866) et les cartes ou photos aériennes de l'IGN pour la période actuelle (1950 à aujourd'hui).

### Habitat et logement
En 2020, le nombre total de logements dans la commune était de 214, alors qu'il était de 205 en 2015 et de 184 en 2010.
Parmi ces logements, 93 % étaient des résidences principales, 3,3 % des résidences secondaires et 3,7 % des logements vacants. Ces logements étaient pour 97,2 % d'entre eux des maisons individuelles et pour 1,9 % des appartements.
Le tableau ci-dessous présente la typologie des logements à  Saussay-la-Campagne en 2020 en comparaison avec celle de l'Eure et de la France entière. Une caractéristique marquante du parc de logements est ainsi une proportion de résidences secondaires et logements occasionnels (3,3 %) inférieure à celle du département (6,2 %) et à celle de la France entière (9,7 %). Concernant le statut d'occupation de ces logements, 78,4 % des habitants de la commune sont propriétaires de leur logement (78,8 % en 2015), contre 65,3 % pour l'Eure et 57,5 pour la France entière.
| Typologie                                               | Saussay-la-Campagne | Eure | France entière |
| ------------------------------------------------------- | ------------------- | ---- | -------------- |
| Résidences principales (en %)                           | 93                  | 85,5 | 82,1           |
| Résidences secondaires et logements occasionnels (en %) | 3,3                 | 6,2  | 9,7            |
| Logements vacants (en %)                                | 3,7                 | 8,2  | 8,2            |

## Toponymie
Le nom de la localité est attesté sous la forme Salceium au XIIe siècle (cartulaire de Mortemer), Sauchei en 1223 (cartulaire de Jumiéges), Saint Martin de Saussey en 1716 (Claude d’Aubigné), Sausay la Vache en 1782 (Dict. des postes).
De l'oïl sauçai, saussoi, normalement passé à saussai, « lieu planté de saules ».
Le terme campagne, en toponymie, a le sens de « plaine cultivée ».

## Histoire

### Moyen Âge
Lors de la conquête de la Normandie par Philippe-Auguste apparaît Enguerand de Saussay. En 1251, Eudes Rigaud, archevêque de Rouen, fait mention d'un château à Saussay, dans lequel il a passé une nuit.
En 1412, Robert la Vache achète le fief de Saussay à Jacques de Saint-Pierre-Es-Camps, pour la somme de 368 livres. Cette famille donne son nom au village : Saussay-la-Vache. En 1789, M. de la Vache, baron de Saussay, fait partie des nobles du grand bailliage de Rouen.

### Époque contemporaine
Entre 1900 et 1945, la râperie joue un rôle majeur dans les activités sucrières de la fabrique d'Étrepagny.
En août 1925, le conseil municipal demande le changement du nom de la commune, accordé en janvier 1926, sous le nom : Saussay-la-Campagne.
Ce petit village ne fut pas trop touché pendant la Seconde Guerre mondiale car il ne faisait pas partie des endroits les plus stratégiques, comme Lyons-la-Forêt et ses villages à l'entour où les résistants se cachaient dans la forêt.

## Politique et administration

### Rattachements administratifs et électoraux

#### Rattachements administratifs
La commune se trouve dans l'arrondissement des Andelys du département de l'Eure.
Elle faisait partie depuis 1802 du canton d'Étrépagny. Dans le cadre du redécoupage cantonal de 2014 en France, cette circonscription administrative territoriale a disparu, et le canton n'est plus qu'une circonscription électorale.

#### Rattachements électoraux
Pour les élections départementales, la commune fait partie depuis 2014 du canton de Gisors
Pour l'élection des députés, elle fait partie de la cinquième circonscription de l'Eure.

### Intercommunalité
Saussay-la-Campagne était membre de la communauté de communes du canton d'Étrépagny, un établissement public de coopération intercommunale (EPCI) à fiscalité propre créé fin 1996  et auquel la commune avait transféré un certain nombre de ses compétences, dans les conditions déterminées par le code général des collectivités territoriales.
Dans le cadre des dispositions de la loi portant nouvelle organisation territoriale de la République du 7 août 2015, qui prévoit que les établissements publics de coopération intercommunale (EPCI) à fiscalité propre doivent avoir un minimum de 15 000 habitants, cette intercommunalité a fusionné avec sa voisine pour former, le 1er janvier 2017, la communauté de communes du Vexin Normand, dont est désormais membre la commune.

### Liste des maires
| Période                                  | Période                       | Identité          | Étiquette          | Qualité |
| ---------------------------------------- | ----------------------------- | ----------------- | ------------------ | --- |
| Les données manquantes sont à compléter. |                               |                   |                    | |
|                                          |                               |                   |                    | |
| avant 1951                               |                               | Bernard Pluchet   | Centre républicain | Exploitant agricole Député de l'Eure (1951 → 1956) |
|                                          |                               |                   |                    | |
| mars 1965                                | juin 1995                     | Robert Dechaumont |                    | Agriculteur |
|                                          |                               |                   |                    | |
| mars 2001                                | mai 2020                      | Michel Dechaumont | UMP → LR           | Agriculteur, fils de Robert Dechaumont |
| mai 2020                                 | octobre 2020                  | Kristina Pluchet  | LR                 | Agricultrice Vice-présidente de la CC du Vexin Normand (2020 → 2020) Sénatrice de l'Eure (2020 →) Démissionnaire à la suite de son élection comme sénatrice |
| octobre 2020                             | automne 2023                  | Christine Michaud |                    | Commerçante ou assimilée Démissionnaire |
| décembre 2023                            | En cours (au 20 juillet 2025) | Philippe Girod    |                    | |

### Enseignement
- École maternelle, intégrée au SIVOS de Nojeon, Coudray et Puchay.

## Population et société

### Démographie
L'évolution du nombre d'habitants est connue à travers les recensements de la population effectués dans la commune depuis 1793. Pour les communes de moins de 10 000 habitants, une enquête de recensement portant sur toute la population est réalisée tous les cinq ans, les populations de référence des années intermédiaires étant quant à elles estimées par interpolation ou extrapolation. Pour la commune, le premier recensement exhaustif entrant dans le cadre du nouveau dispositif a été réalisé en 2005.

En 2022, la commune comptait 532 habitants, en évolution de +0,76 % par rapport à 2016 (Eure : −0,25 %, France hors Mayotte : +2,11 %).
| 1793 | 1800 | 1806 | 1821 | 1831 | 1836 | 1841 | 1846 | 1851 |
| ---- | ---- | ---- | ---- | ---- | ---- | ---- | ---- | ---- |
| 336  | 244  | 370  | 393  | 358  | 334  | 310  | 321  | 316  |

| 1856 | 1861 | 1866 | 1872 | 1876 | 1881 | 1886 | 1891 | 1896 |
| ---- | ---- | ---- | ---- | ---- | ---- | ---- | ---- | ---- |
| 305  | 296  | 297  | 295  | 319  | 302  | 333  | 293  | 284  |

| 1901 | 1906 | 1911 | 1921 | 1926 | 1931 | 1936 | 1946 | 1954 |
| ---- | ---- | ---- | ---- | ---- | ---- | ---- | ---- | ---- |
| 270  | 300  | 287  | 308  | 311  | 313  | 323  | 322  | 324  |

| 1962 | 1968 | 1975 | 1982 | 1990 | 1999 | 2005 | 2006 | 2010 |
| ---- | ---- | ---- | ---- | ---- | ---- | ---- | ---- | ---- |
| 360  | 344  | 302  | 332  | 390  | 423  | 420  | 424  | 456  |

| 2015 | 2020 | 2022 | - | - | - | - | - | - |
| ---- | ---- | ---- | - | - | - | - | - | - |
| 527  | 530  | 532  | - | - | - | - | - | - |

### Manifestations culturelles et festivités
Il existait jusqu'en 1971 une fête communale Saint-Adrien, patron de la commune, qui était chômée par les habitants de Saussay.

### Sports et loisirs
- Stade de football ;
- terrain de pétanque.

## Culture locale et patrimoine

### Lieux et  monuments
La commune de Saussay-la-Campagne compte plusieurs édifices inscrits à l'inventaire général du patrimoine culturel :
- l'église Saint-Martin (XIVe, XVIe et XIXe siècles)[28]. Elle abrite sous le porche la tombe du curé Desgrey, qui a servi Saussay de 1849 à 1903[29] ; présence d'un tableau Judith et Holopherne[30] et d'une statue de Vierge à l'enfant[31], tous deux classés monuments historiques à titre d'objets.
- le presbytère (XVIIIe)[32] ;
- une maison du XVIe siècle[33].

### Héraldique
| Blason de Saussay-la-Campagne | Blason  | De sable à trois croisettes au pied fiché d'argent accompagnées de trois gerbes mal ordonnées d'or ; au chef cousu d'azur chargé d'une vache accolée et clarinée d'or. |
| Blason de Saussay-la-Campagne | Détails | Le statut officiel du blason reste à déterminer. |

## Pour approfondir